# Малий Український Роман
«Малий український роман» — книга українського письменника Андрія Любки у жанрі фікшн. Твір опублікований літературною корпорацією Meridian Chernowitz у 2020 році. У романі доглибно продемонстрована проблема сучасних романтичних відносин— жодної відповідальности, ніяких серйозних почуттів.  

## Анотація
Молодий український поет-ледащо прокидається після гулянки, і його осяює геніальна ідея: треба одружитися, щоб упорядкувати своє життя і завдяки цьому написати Великий Український Роман! Але одружитися з ким? Котру з минулих любовних пригод узяти з собою у світле літературно-сімейне майбутнє? Відповідь на це запитання герою допоможе знайти вірний друг і знаний рибак Паша, а також поліція і група кровожерних гуцулів. Фройд вдоволено потирав би руки, дізнавшись, що в українській літературі нарешті з'явився перший роман про трембіту. Так, поки що малий, але ж розмір — це не головне, правда?

## Дійові особи
Роман — молодий, але вже достатньо відомий автор.
Паша — найкращий друг Романа.
Алла — перша кандидатка на роль дружини Романа, рецепціоністка у приватній лікарні.
Беата — друга кандидатка, архітекторка.
Дзвінка — третя кандидатка, аспірантка львівського філфаку.
Мілена — четверта кандидатка, активістка.
Ярина-Марія-Віолетта — п'ята кандидатка, студентка.
Марта — «дружина» Романа, провідниця потягу.
Гуцули — жертви пограбування, що вчинив головний герой.
Реґіна — слідча, що спричинила зародження «сімейності» Романа.

## Нагороди
Премія «Золотий хрін» за найгірший опис сексу в українській літературі у 2020 році.